# Jürgen von Alten
Jürgen Claus Eugen von Alten (* 12. Januar 1903 in Hannover; † 28. Februar 1994 in Lilienthal) war ein deutscher Schauspieler, Drehbuchautor und Filmregisseur.

## Familie
Er entstammte dem alten hannoverschen Adelsgeschlecht derer von Alten und war der Sohn des Gutsbesitzers und Generalleutnants Benedix Wilhelm Karl von Alten (1852–1937), Gutsherr auf Dunau, und der Maria Schmidt von Schwind (1870–1954).
Er heiratete am 22. Mai 1937 in Berlin Hilde Seipp (1909–1999), die Tochter des Werkmeisters Wilhelm Seipp und der Alma Sohn.

## Leben und Werk
Alten brach ein Studium ab und nahm Schauspielunterricht, den er – da seine Eltern diesen Berufswunsch nicht unterstützten – selbst finanzieren musste. Auf ein 1923 begonnenes Volontariat an den Städtischen Bühnen Hannover folgte eine schnelle Bühnenkarriere, die ihn schließlich nach Berlin führte. 1931 debütierte er in Gustav Ucickys Preußen-Film Yorck. Noch vor der „Machtergreifung“ der Nationalsozialisten war er Mitglied der NS-Betriebszellen-Organisation. 1933 wurde er Direktor des Dresdner Komödienhauses und von 1935 bis 1936 Direktor des Berliner Schillertheaters. Dazwischen, im Januar 1934, lag seine wichtigste Theaterregiearbeit: Mit Gustaf Gründgens inszenierte er Hermann von Boettichers Friedrich der Große. II. Teil: Der König am Staatlichen Schauspielhaus Berlin. Ferner trat er in den Reichsverband Deutscher Schriftsteller (RDS) ein.
Seine Karriere als Filmregisseur begann Alten 1936, als er nach einer Regieassistenz und ersten Kurzfilmen von der Berliner Minerva-Tonfilm GmbH mit der Regie für den Kriminalfilm Stärker als Paragraphen betraut wurde, bis 1942 folgten im Schnitt jährlich zwei Filme, darunter Komödien, Heimatfilme und weitere Krimis, die durchgängig für kleinere Filmfirmen entstanden. Daneben drehte Alten zahllose Kurzspielfilme, mit denen ihn seit 1935 die FDF und von 1938 auch die Terra Film beauftragte. Für den jungen Berliner Fernsehsender Paul Nipkow schuf er mehrere Fernsehspiele.
Alten, der sich 1935 in einem Schreiben als „naturgewachsenen Antisemiten“ bezeichnete, inszenierte nicht nur den antisemitischen NS-Propagandafilm Togger (1937), sondern auch den militaristischen Abenteuerfilm In geheimer Mission (1938), die an NS-Ideologie reiche Kasernenkomödie Das Gewehr über! (1939) und den Heimatfrontfilm Sechs Tage Heimaturlaub (1941). Nach der kompletten Verstaatlichung der Filmindustrie konnte er 1942 nur noch einen Film drehen, bevor er zur Wehrmacht eingezogen wurde.
Nach Kriegsende wandte Alten sich erneut der Theaterarbeit zu und gründete die Kammerspiele Hannover und die Hannoversche Schauspielschule. Nachdem das Theater 1949 geschlossen und die Schule in die Akademie für Kunst und Theater eingegliedert wurde, kehrte er 1950 zum Film zurück, zunächst als Regisseur und von 1957 an wieder als Darsteller. Für seine darstellerische Leistung in dem Kurzfilm Die Geige erhielt er 1987 das Filmband in Gold.
Für das Fernsehen wirkte Jürgen von Alten in der Serie Till, der Junge von nebenan (1967/68) mit.

## Filmografie

### Spielfilme und Fernsehspiele
- 1931: Yorck (Gustav Ucicky) – Darsteller
- 1935/36: Mädchenräuber (Fred Sauer) – Regie-Assistenz
- 1935/36: Kvinderoverne -Regie-Assistenz
- 1936: Susanne im Bade – Regie, Drehbuch
- 1936: Stärker als Paragraphen – Regie
- 1936/37: Togger – Regie
- 1937: Heimweh – Regie
- 1937: Der Biberpelz – Regie
- 1938: Aber mein lieber Herr Neumann
- 1938: In geheimer Mission – Regie, Drehbuch
- 1938: Angenehme Ruhe
- 1938: Der betrogene Kalif
- 1938: Der Dorfbarbier
- 1938: Familie auf Bestellung
- 1938: Männer soll man nicht alleine lassen
- 1938: Pitty
- 1938: Wie ein Ei dem Anderen
- 1939: Roman eines Arztes – Regie
- 1939: Parkstraße 13 – Regie
- 1939: Das Gewehr über! – Regie
- 1939: Evtl. späte Heirat nicht ausgeschlossen
- 1939: Die hundert Mark sind weg
- 1939: Onkel Fridolin
- 1939/40: Angelika – Regie
- 1940: Die lustigen Vagabunden – Regie
- 1939/40: Rote Mühle – Regie
- 1941: Am Abend auf der Heide – Regie
- 1941: Sechs Tage Heimaturlaub – Regie
- 1941: Sonntagskinder – Regie
- 1942/43: Fahrt ins Abenteuer – Regie, Drehbuch
- 1950/51: Herzen im Sturm – Regie, Drehbuch
- 1950: Die Sterne lügen nicht. Herr Megelein ist nicht zu sprechen – Regie, Drehbuch
- 1953: Die große Schuld – Drehbuch, Künstlerische Oberleitung
- 1955: Kleine Stadt – ganz groß – Regie
- 1955: Die Herrin vom Sölderhof – Regie, Drehbuch
- 1956: Tischlein deck dich – Regie
- 1957: Der Wolf und die sieben Geißlein – Darsteller
- 1959: Oh, diese Bayern! – Darsteller
- 1962: Axel Munthe – Der Arzt von San Michele – Darsteller
- 1966: Förster Horn; Folge: Die Treibjagd (Fernsehserie) – Darsteller
- 1967/68: Till, der Junge von nebenan (Fernsehserie)
- 1968: Landarzt Dr. Brock; Folge: Die alte Mühle (Fernsehserie) – Darsteller
- 1975: Beschlossen und verkündet – Schüsse im Morgengrauen – Darsteller
- 1976: Verdunkelung – Darsteller
- 1980: Total vereist – Darsteller
- 1980/81: Ohne Rückfahrkarte – Darsteller
- 1981: Der König und sein Narr
- 1981: Euch darf ich's wohl gestehen – Darsteller
- 1983: Eine Liebe in Deutschland – Darsteller
- 1984/85: Der Tod des weißen Pferdes – Darsteller
- 1987: Helsinki Napoli – All Night Long – Darsteller
- 1988: Der Rosenhain – Darsteller

### Kurz-Spielfilme
- 1932: Na, wunderbar! – Darsteller
- 1935: Das Geschenk – Regie
- 1936: Wie imponiere ich meiner Frau – Regie
- 1936: Wette um einen Kuß – Regie
- 1936: Standesamt 10.15 Uhr – Regie
- 1936: Spezialist für Alles – Regie
- 1936: Potpourri – Regie
- 1936: Die Lokomotivenbraut – Regie
- 1935/36: Horch’, horch’, die Lerch’ im Ätherblau – Regie
- 1936: Heiratsbüro Fortuna – Regie
- 1935/36: Die Hasenpfote – Regie
- 1935/36: Besserer Herr sucht Anschluss – Regie
- 1936: Guten Abend – gute Nacht – Regie
- 1936: Fünf Personen suchen Anschluß – Regie (Drehbuch von Marta Wolter)
- 1936: Fahrerflucht – Regie
- 1936: Der Dickschädel – Regie
- 1936: Bezirksvertreter gesucht – Regie
- 1935/36: "Hier irrt Schiller..." – Regie
- 1935/36: Die letzten Grüße von Marie. Ein Kriminalfall aus dem Jahre 1931 – Regie
- 1936: Das Ochsenmenuett – Regie
- 1936: Der silberne Löffel – Regie
- 1936: Der Schauspieldirektor – Regie
- 1937: Der glückliche Finder – Regie
- 1938: Wie ein Ei dem anderen – Regie
- 1938: Träume sind Schäume – Regie
- 1938: Pitty – Regie, Drehbuch
- 1938: Männer soll man nicht allein lassen – Regie
- 1938: Ein Lied von Liebe – Regie
- 1938: Kleines Intermezzo – Regie
- 1938: Einquartierung bei Klawunde – Regie
- 1938: Der eingebildete Kranke – Regie
- 1938: Der betrogene Kalif – Regie
- 1938: Angenehme Ruhe – Regie
- 1938: Aber mein lieber Herr Neumann – Regie
- 1938: Das verlorene Lächeln – Regie, Drehbuch
- 1938: Die Moritat vom Biedermann – Regie
- 1938: Ida – Regie
- 1938: Wer bist du? – Regie, Drehbuch
- 1938: Das Menuett von Boccherini – Regie, Drehbuch
- 1938: Der falsche Admiral – Regie, Drehbuch
- 1938: Der halbe Weg. 33 Minuten in Grüneberg – Regie, Drehbuch
- 1938: Das Schwert des Damokles – Regie, Drehbuch
- 1938: Familie auf Bestellung – Regie
- 1938: Der Dorfbarbier – Regie
- 1938: Haydns letzter Besucher – Regie, Drehbuch
- 1938: Der liebe Besuch – Regie
- 1939: Das Stilett – Regie
- 1939: Onkel Fridolin – Regie
- 1938/39: Die hundert Mark sind weg – Regie
- 1939: Evtl. spätere Heirat nicht ausgeschlossen – Regie
- 1939: Die Brezel – Regie, Drehbuch
- 1949/50: Das Glück kommt über Nacht – Regie
- 1982: Foxi (Buch und Regie: Eberhard Weißbarth)
- 1985: Die Geige (Regie: Rudolf Ruzicka) – Darsteller

### Über Jürgen von Alten
- 1996: Dokumentarfilm über Jürgen von Alten Adel verpflichtet von Jürgen Karl Klauß